# TuneIn
TuneIn è una società con sede a San Francisco, in California, fondata nel 2002 a Dallas da Bill Moore, con il nome di RadioTime. TuneIn offre la possibilità di ascoltare oltre 115 000 stazioni radiofoniche e quattro milioni di podcast e programmi da tutto il mondo. Nel maggio del 2014, TuneIn ha annunciato che il suo servizio ha 50 milioni di utenti attivi al mese. Il servizio è disponibile sul web al sito TuneIn.com, e anche come app mobile per i sistemi iOS, Android, BlackBerry, Samsung, Windows Phone, e conta oltre 200 dispositivi connessi. TuneIn ha ottenuto oltre 47 milioni di dollari di finanziamenti da Institutional Venture Partners, Sequoia Capital, Google Ventures, General Catalyst Partners, ed Icon Ventures.

## Funzionalità
Il sito di TuneIn e le app gratuite forniscono agli utenti la possibilità di ascoltare in streaming oltre 115 000 stazioni radio e reti radiofoniche da tutto il mondo, che emettono su frequenze AM, FM, Hd, LP, radio digitali e web radio. A questi contenuti si aggiungono quattro milioni di podcast. All'interno dell'archivio sono presenti ampie liste di contenuti relativi allo sport, alle notizie e ai talk.
TuneIn Radio è disponibile come app su tutti gli smartphone e i tablet, online sul sito tunein.com e su oltre 200 piattaforme, tra le quali sono inclusi 55 modelli automobilistici. Le altre piattaforme sono Sonos, Amazon Echo, HEOS by Denon, Logitech, Samsung TV, Roku, Google TV, Chromecast, Nexus Player e Amazon FireTV Stick.
Il sito di TuneIn è disponibile in 22 lingue diverse. Ciascuna lingua ha la propria versione del sito con contenuti mirati alla specifica lingua o regione.
Nell'agosto del 2015, TuneIn ha lanciato un servizio premium al costo di 7,99 dollari al mese che include diversi audiolibri e contenuti sportivi della MLB, NFL, della Premier League e della Bundesliga.

## Contenuti

### Broadcaster
TuneIn ha stabilito partenariati con molti broadcaster che offrono ai propri ascoltatori contenuti sportivi, notizie, talk e musica. Tra queste partnership spiccano quelle con Radio Klara, CBS, ESPN Radio, NPR, Public Radio International (PRI), Radio Canada (CBC), C-SPAN Radio, Emmis Communications, Hearst Corporation, mvyradio, Wu-Tang Radio (Wu World Radio), ABC Australia, Bonneville International, Sport Your Argument e talkSPORT.

### Sport
Nell'agosto del 2015, TuneIn ha annunciato un partenariato con MLB, la Premier League e la Bundesliga per la trasmissione degli eventi dal vivo.
Nell'ottobre 2015, NFL ha annunciato un partenariatio con Tunein per la trasmissione live di tutti gli eventi di NFL agli ascoltatori premium.
Il 22 dicembre 2015, NHL ha annunciato che TuneIn avrebbe detenuto i diritti radiofonici di NHL. TuneIn avrebbe creato una stazione individuale per ciascuna squadra NHL per effettuare il simulcasting delle trasmissioni locali. In aggiunta, TuneIn avrebbe creato un canale in differita per ciascun team per permettere l'ascolto dei contenuti non più dal vivo.
Tunein avrebbe creato anche un canale continuativo di NHL, e che sarebbe stato inserito all'interno del sito NHL.com. Tutti i contenuti NHL sarebbero stati forniti all'intero pubblico gratuitamente. Il primo giorno di broadcasting per TuneIn sarebbe stato il primo gennaio 2016.

## Tecnologia
Software: TuneIn Radio è disponibile come app gratuita per smartphone e tablet, includendo iOS, Android, Windows, e Blackberry. C'è una versione a pagamento una tantum chiamata "TuneIn Radio Pro" al costo di 9,99 dollari, che permetteva agli utenti di registrare tutto quello che viene ascoltato tramite TuneIn per poterlo ascoltare successivamente. Le registrazioni di Tunein venivano memorizzate all'interno del dispositivo e non potevano essere ascoltate altrove, essendo in formato proprietario.
Da settembre 2020 la possibilità di registrare e di ascoltare registrazioni preesistenti è stata eliminata a seguito di questioni sul diritto d'autore. TuneIn quindi funziona esclusivamente come riproduttore di streaming, senza dare all'utente la possibilità di registrare l'audio sul proprio dispositivo.
Elettronica di consumo: TuneIn è disponibile in numerose smart radio (Sonos, Amazon Echo, HEOS by Denon, Google Home)
Console: TuneIn Radio è disponibile per Xbox. In passato è stata disponibile anche per PlayStation 3, PlayStation Vita (gratis per gli abbonati PlayStation Plus, €0,99 per tutti gli altri) e Ouya.
Infotainment: al 2016 TuneIn è disponibile su oltre 55 modelli di veicoli. TuneIn Inc ha stretto partenariati con Ford, General Motors, Tesla, BMW e MINI. Collaborano con TuneIn vari servizi di infotainment esterni come quelli di JVC, Parrot e Clarion.